# Основа бурової установки

Основа і містки бурової установки: 1 — містки; 2 — основні поперечні балки; 3 — опори; 4 — робочий майданчик; 5 — кронштейни; 6 — основні поздовжні балки; 7 — стяжки; 8 — енергетичний блок; 9 — кронштейни; 10 — стійки; 11 — насосний блок

Основи бурових установок — металева споруда у складі бурової установки висотою від 3 до 8,5 м, що складається з окремих зварних блоків, які стикуються між собою болтами, стяжками та іншими швидкороз'ємними з'єднаннями.

## Загальний опис
Основи бурових установок призначені для монтажу бурового комплексу та його транспортування з однієї точки буріння на іншу. Монтаж і перевезення бурового комплексу на спеціальних основах сприяють скороченню термінів будівництва бурової і підвищенню оборотності бурових установок. Залежно від способів монтажу і транспортування розрізняють великоблочні й універсальні основи. Універсальні основи дозволяють транспортувати бурові комплекси великими і дрібними блоками, а також окремими агрегатами.
Число і розміри блоків визначаються способами монтажу і транспортування. Несучі вузли і секції блоків мають роз'ємні з'єднання і являють собою просторові і плоскі ферми, що зварюються із швелерів, двотаврів, кутників, труб і листової сталі. Для зниження тиску на ґрунт опорні поверхні блоків мають достатню площу. Завдяки цьому значно спрощуються фундаменти, які споруджуються для монтажу бурових установок. Габарити і маса блоків з установленим обладнанням обмежуються питомим навантаженням на ґрунт і вантажопідйомністю ваговозів, які використовуються для переміщення бурових установок на іншу точку буріння.
Конструкція блоків основи повинна забезпечити можливість розміщення обладнання бурового комплексу та зручності його монтажу, технічного обслуговування і транспортування за допомогою ваговозів та інших транспортних засобів. Простота і економічність конструкції повинні поєднуватися з достатньою міцністю і жорсткістю основ, що забезпечують їх надійність і працездатність у процесі буріння свердловин і при переміщенні бурового комплексу на іншу точку буріння. Основи повинні мати захист від вібрацій, що виникають внаслідок роботи встановленого на них обладнання. Надмірні вібрації неприпустимі, так як вони призводять до порушення нормального режиму роботи обладнання, стомлення обслуговчого персоналу і передчасного руйнування зварних швів, болтових з'єднань та інших вузлів і деталей основи і встановленого обладнання.

## Конструкція і складові елементи
Основи бурових установок складаються з вишкового, лебідочного і енергетичного блоків, блоків для розміщення свічників і обладнання для приготування розчинів. Для прискорення монтажно-демонтажних робіт вишковий і лебідочний блоки об'єднуються у вишко-лебідочний блок, який являє собою металеву двоярусну споруду (рис.). Нижній ярус складається з основних поздовжніх 6 і поперечних 2 балок. До поперечних балок 2, що спираються на ґрунт, приварені кронштейни 5, які слугують опорами щоглової вишки, і опори 3 для підкосів, що утримують вишку у вертикальному положенні. На нижньому ярусі установлені бурова лебідка, привід ротора, механізм кріплення талевого каната та ін. До балок 2 приєднані несучі колони верхнього ярусу. На робочому майданчику 4 верхнього ярусу розміщені підсвічники, ротор, допоміжна лебідка, ключ АКБ і пульт бурильника. Рама робочого майданчику зварної конструкції складається з двох поздовжніх балок для установки підсвічника і двох підроторних балок.
Балки 6 вишко-лебідочного блоку за допомогою стяжок 7 стикуються із несучими балками енергетичного блоку 8, який аналогічним чином з'єднується з насосним блоком 11. Обидва блоки установлені на стійках 10, що спираються на ґрунт. На енергетичному блоці 8 знаходяться силові агрегати і редуктори приводу бурової установки. Насосний та енергетичний блоки зварені з профільного прокату і відрізняються габаритами та масою.
Застосовуються і конструкції основ, які складаються з єдиного насосно-енергетичного блоку. Кронштейни 9, приварені до несучих балок блоків, служать опорою для візків, за допомогою яких блоки з установленим на них обладнанням переміщуються на іншу точку буріння. Біля основи бурової установлені розміщуються містки 1 зі стилажами для бурильних і обсадних труб. Містки з'єднані з робочим майданчиком вишко-лебідочного блоку похилою рамою із жолобом, призначеним для безпечного підйому труб з містків на робочий майданчик бурової.
Обладнання циркуляційної системи, дизель-електричний агрегат, баки для палива і мастила, компресорна станція і повітрезбірники, електричні розподільчі пристрої, котельна установка та інше допоміжне обладнання розміщені на металевих основах санного типу, які зварюються з відпрацьованих труб. До конструкції основ входять укриття для обслуговуючого персоналу і установленого обладнання, а також повітряні, гідравлічні й електричні комунікації. Усі комунікації мають швидкороз'ємні з'єднання, які полегшують монтажно-демонтажні роботи.
Кожен блок разом із встановленим обладнанням перевозять по відкритій місцевості на спеціальних транспортних засобах (гусеничних ваговозах, і підкатних візках на гусеничному або пневматичному ходу). Шлях прямування повинен бути вільним від споруд та інших перешкод, що заважають пересуванню блоків. У важкодоступних районах застосовуються дрібноблочні основи, які являють собою порівняно невеликі суцільнозварні просторові конструкції, на яких розміщують один або кілька агрегатів бурового комплексу залежно від їх маси і габаритів. Як правило бурова установка розчленовується на 15 — 20 дрібних блоків. Габарити і вага кожного блоку дозволяють перевозити їх на іншу точку буріння універсальним транспортом або волоком, а у важкодоступних районах — гелікоптерами.